# Калініна Вікторія Вікторівна
Вікторія Вікторівна Калініна (нар. 8 грудня 1988 року, Майкоп) — російська гандболістка, воротар збірної Росії і гандбольного клубу «Астраханочка». Олімпійська чемпіонка ігор 2016 року в Ріо-де-Жанейро. Заслужений майстер спорту. Майстер спорту міжнародного класу (2016).

## Досягнення

### Клубні
- Чемпіонка Росії (2016).
- Віце-чемпіон Росії (2009, 2010).
- Бронзовий призер чемпіонату Росії (2013, 2015).
- Переможець Кубка Росії (2010, 2011).

### Збірна
- Олімпійська чемпіонка ігор 2016 року в Ріо-де-Жанейро.

## Нагороди
- Орден Дружби (25 серпня 2016 року) — за високі спортивні досягнення на Іграх XXXI Олімпіади 2016 року в місті Ріо-де-Жанейро (Бразилія), проявлені волю до перемоги і цілеспрямованість[4].